# Ipolypásztó
Ipolypásztó (szlovákul Pastovce) község  Szlovákiában, a Nyitrai kerület Lévai járásában. Az Alsó-Ipolymente egyik legjelentősebb települése.

## Fekvése
Lévától 30 km-re délkeletre, Vámosmikolától 2,5 km-re nyugatra, az 564-es út mentén, az Ipoly jobb partján fekszik. Régebben elérhető volt a túlparti Vámosmikola felől is, erre utal többek közt az ottani 12 113-as út neve és iránya is. Az Ipoly-híd Vámosmikola felé újjáépítés alatt áll.

## Élővilága
Ipolypásztón egy gólyafészket tartanak nyilván a focipályával szembeni Suttyom utcában, de 2021-ben valószínűleg nem volt költés. 2022-ben 5, 2023-ban 4, 2024-ben 2 fiókát számoltak össze.

## Története
A mai község helyén már a kőkorban emberi település állt. A régészek a vonaldíszes kerámiák népeinek, majd a későbbi időkből a lengyeli kultúra, valamint a hallstatt és latén korok településeinek maradványait is megtalálták itt. A korai szláv időkből prágai típusú kerámiákat, urnasírokat tártak fel. Egy 11. századi erődítmény és település maradványai is előkerültek a községben.
Ipolypásztót 1135-ben említi először oklevél „Paztuh” néven abban az oklevélben, melyben birtokosa Lampert comes itteni udvarházát a bozóki premontrei apátságnak adományozza. Rajtuk kívül ekkor az esztergomi érsekségnek is volt itt birtoka. A falut 1273-ban „Pasztoh”, 1293-ban „Pastuh”, 1388-ban „Paztoh”, 1412-ben „Pastoch”, 1419-ben „Pazthow”, 1458-ban „Zakalos-Pazthoh” néven említik. A 14. században a Pásztói család birtoka, majd 1554-től Léva várának tartozéka volt. Ekkor 31 háztartás adózott a településen.
Már a 12. században állt Szent György tiszteletére szentelt román stílusú temploma, mely kezdetben a premontreieké volt. Később a templomot gótikus stílusban építették át, a 18. század második felében pedig bővítették. A premontrei rendnek a középkorban apátsága állt itt, melyet a török ellen erődítménnyé alakítottak. 1552-ben a török sereg ezt is elfoglalta. A falu lakossága a 16. században református lett. Az eredetileg fatornyos templom tornya 1774-ben tűzvészben leégett, helyette 1817-ben építettek új kőtornyot.
A falut a török kiűzése után az Eszterházyak szerezték meg. 1715-ben malom és 24 porta található a községben. 1828-ban 109 házában 657 lakos élt.
Vályi András szerint „Ipoly Pásztó, Ipolne Pasztovce. Tót falu Hont Vármegyében, földes Ura H. Eszterházy Uraság, lakosai külömbfélék, fekszik Vámos Mikolához nem meszsze, mellynek filiája, Peretsényhez egy mértföldnyire, határja a’ természetnek minden javaival megáldottatott, első osztálybéli.”
Fényes Elek szerint „Ipoly-Pásztó, magyar falu, Honth vmegyében, a Ipoly jobb partján, mellyen egy hosszu híd viszen keresztül: 67 kath., 10 evang., 569 ref. lak. Ref. anyatemplom. – Határa mindennel bővelkedik, van két nagy szőlőhegye, kövér rétje és szántófölde, tágas legelője, mellyen sok szarvasmarhát és csikót nevel; tölgyes erdeje. F. u. h. Eszterházy. Ut. posta Esztergom.”
A trianoni békeszerződésig Hont vármegye Vámosmikolai járásához tartozott. 1920-tól 1923-ig az ideiglenes Ipolypásztói járás székhelye lett, 1923-ig körjegyzőség is működött itt. 1938 és 1944 között ismét Magyarországhoz tartozott. A második világháború után magyar lakosságának 13,5%-át telepítették ki erőszakos módon, emléküket a templom tornya alatt emléktábla hirdeti.

## Népessége
| Év:            | 1994. | 2004.   | 2014.   | 2024.   |
| -------------- | ----- | ------- | ------- | ------- |
| Emberek száma: | 561   | 544     | 503     | 479     |
| Eltérés:       |       | -3,03 % | -7,53 % | -4,77 % |

| Év:            | 2023. | 2024.   |
| -------------- | ----- | ------- |
| Emberek száma: | 487   | 479     |
| Eltérés:       |       | -1,64 % |

1880-ban 937 lakosából 893 magyar és 5 szlovák anyanyelvű volt.
1890-ben 1022 lakosából 1019 magyar anyanyelvű volt.
1900-ban 1032 lakosából 1031 magyar anyanyelvű volt.
1910-ben 1161 lakosából 1160 magyar anyanyelvű volt.
1921-ben 1172 lakosából 1091 magyar és 65 csehszlovák volt.
1930-ban 1131 lakosából 884 magyar és 119 csehszlovák volt.
1941-ben 1038 lakosából 1037 magyar és 1 szlovák volt.
1970-ben 805 lakosából 615 magyar és 180 szlovák volt.
1980-ban 649 lakosából 495 magyar és 149 szlovák volt.
1991-ben 586 lakosából 454 magyar és 126 szlovák volt.
2001-ben 561 lakosából 413 magyar és 136 szlovák volt.
2011-ben 528 lakosából 359 magyar, 150 szlovák, 11 cseh és 8 ismeretlen nemzetiségű volt.
2021-ben 495 lakosából 297 (+13) magyar, 169 (+16) szlovák, 1 (+5) cigány, 7 egyéb és 21 ismeretlen nemzetiségű volt.

## Neves személyek
- Itt született 1764-ben Gál András református lelkész, költő, műfordító.
- Itt született 1831-ben Pereszlényi János lelkész, lapszerkesztő.
- Itt született 1861-ben Kovács Sebestény Endre orvos, az ipolysági kórház alapítója.
- Itt született 1933-ban Szűcs Árpád magyar festőművész, restaurátor.
- Itt született 1948-ban Zalabai Zsigmond író, irodalomtörténész, kritikus, tanár.

## Nevezetességei

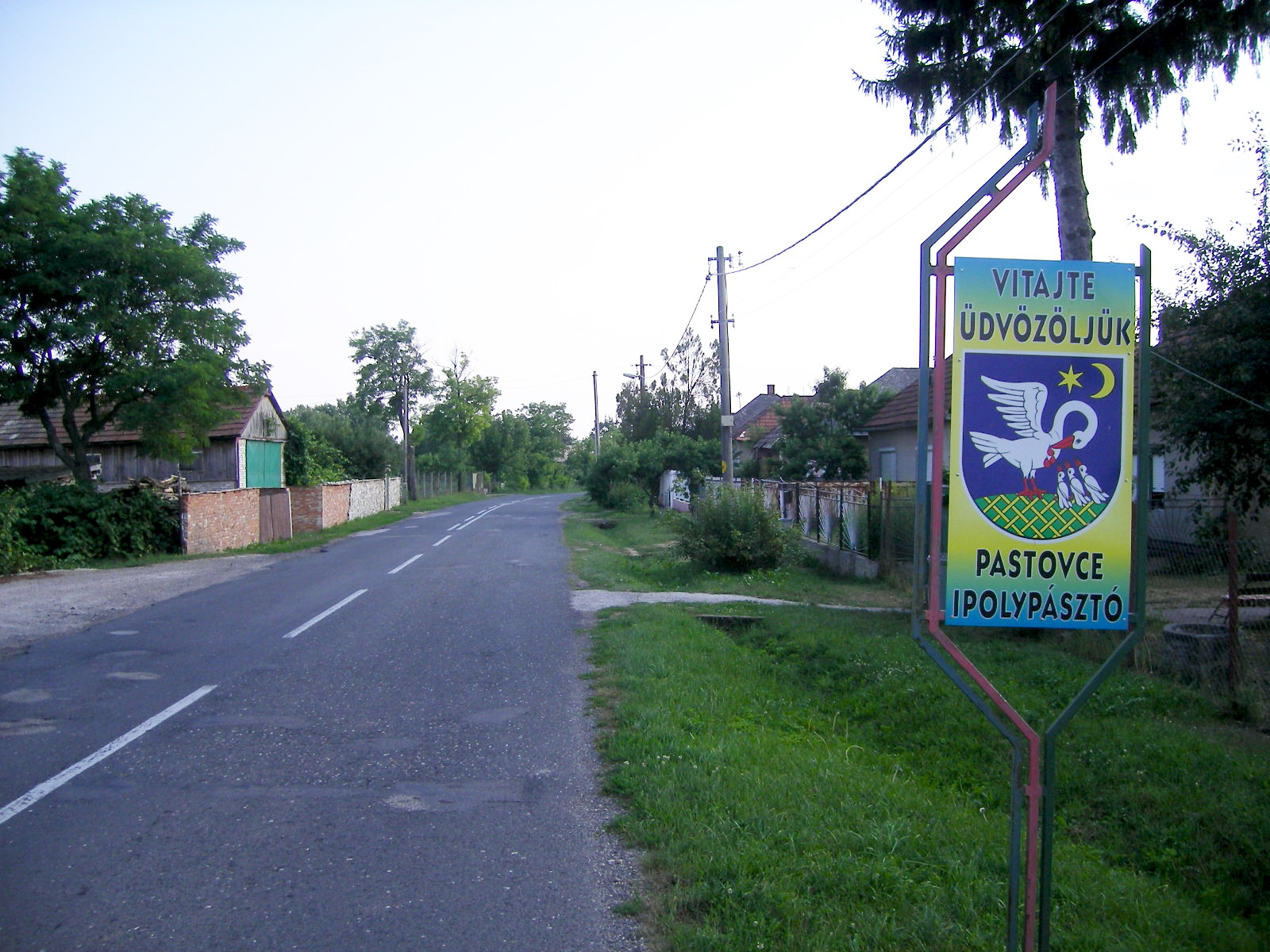
Címeres üdvözlőtábla

- Szent György tiszteletére szentelt román stílusú temploma, mely kezdetben a premontreieké volt. Később a templomot gótikus stílusban építették át, a 18. század második felében pedig bővítették. Tornya 1774-ben egy tűzvészben leégett. A mai torony 1817-ben épült, 2008-ban villám csapott bele, 2010-ben fejezték be a felújítását.
- Kastélyát – az Agyigásó dűlőben készített téglából – Plachy György építtette 1888-ban, neoklasszicista stílusban.
- Zalabai Zsigmond emlékház. A neves felvidéki író szülőházában berendezett múzeumot 2009. október 25-én avatták fel. Az ünnepség keretén belül leplezték le az emlékház bejáratánál felállított kopjafát. Az avatóünnepségen díszbeszédet mondott Csáky Pál, a Magyar Koalíció Pártja elnöke.[8]

## Képtár

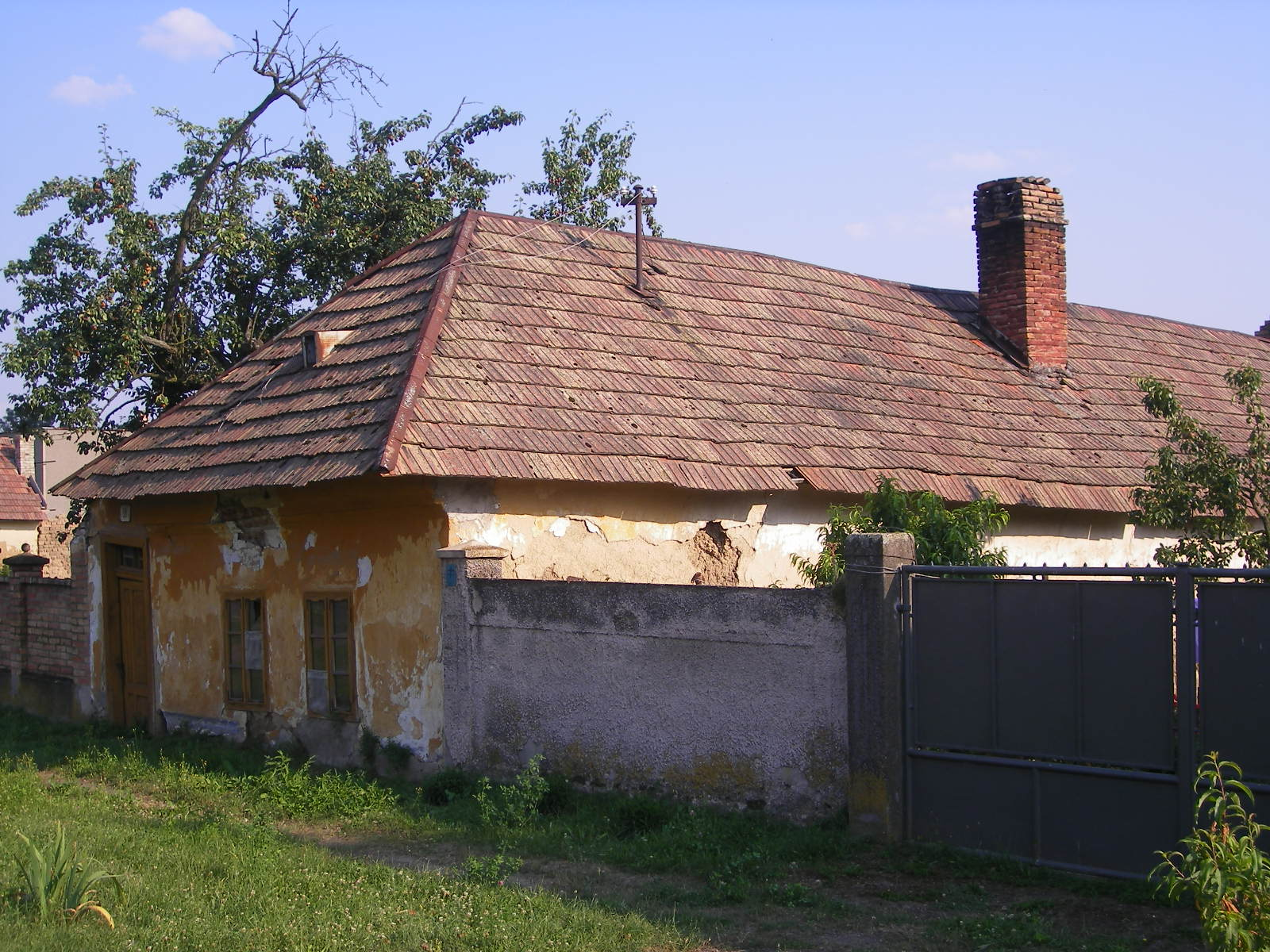
Régi ház Ipolypásztón
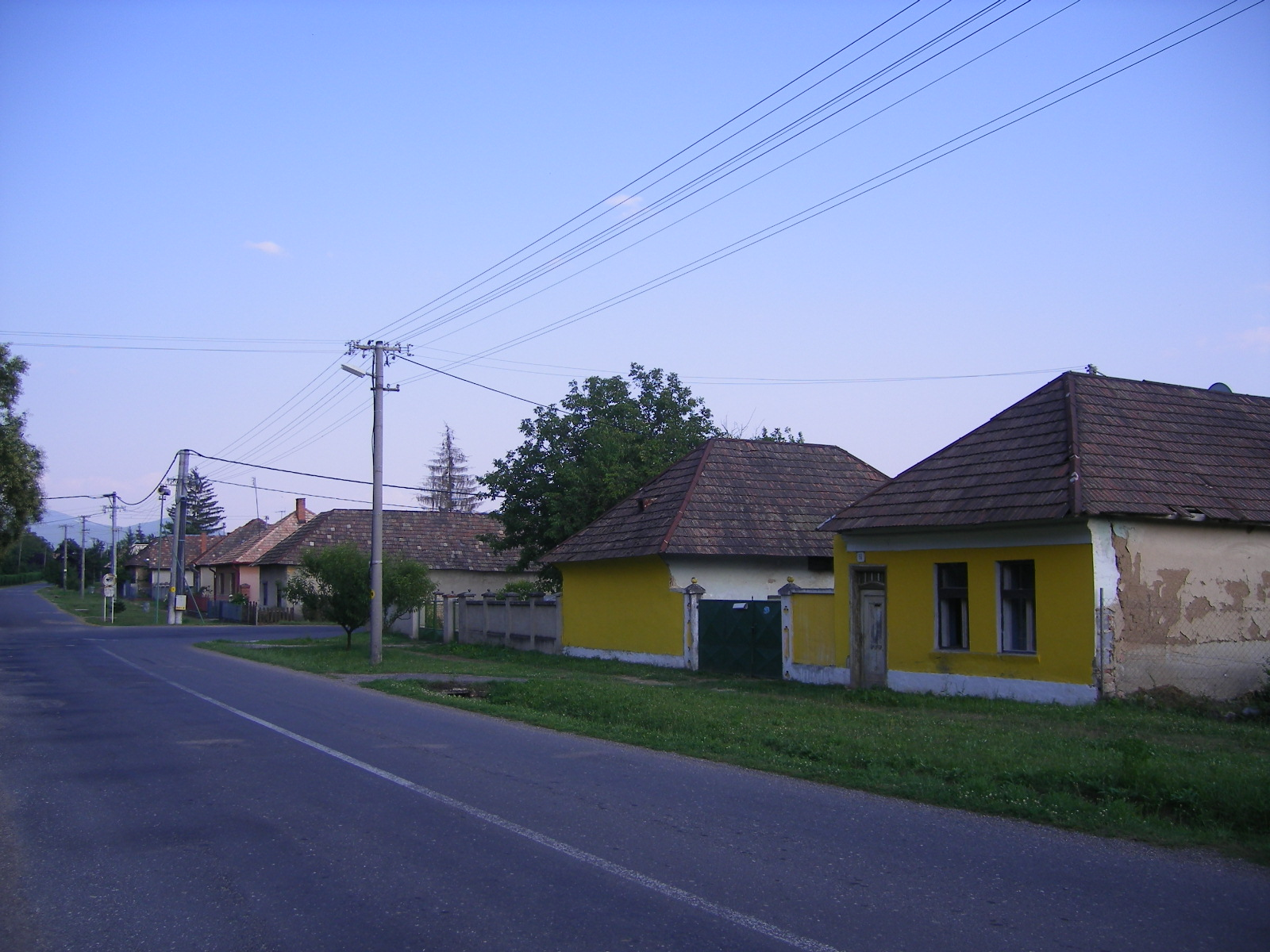
Ipolypásztói utcakép
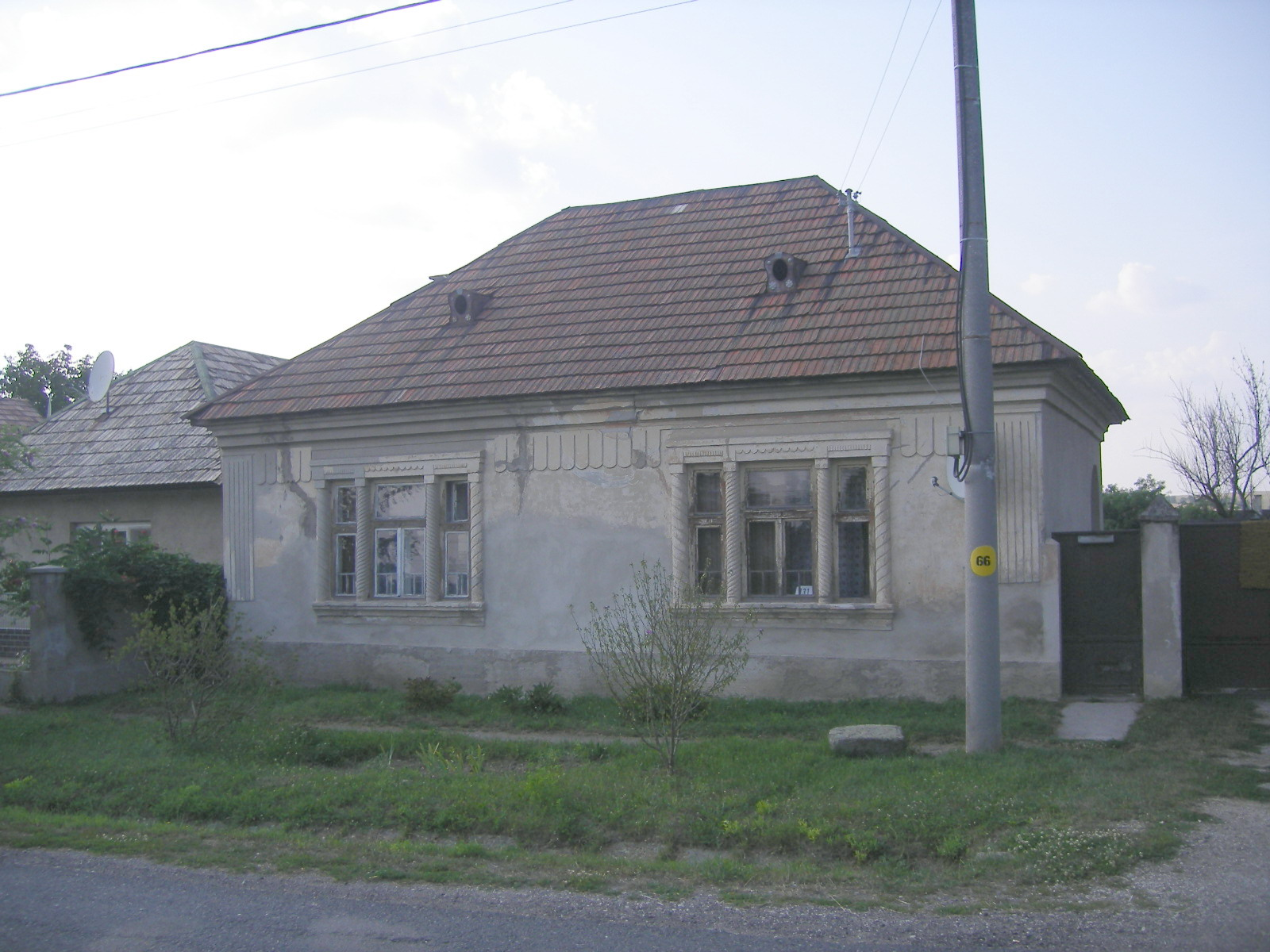
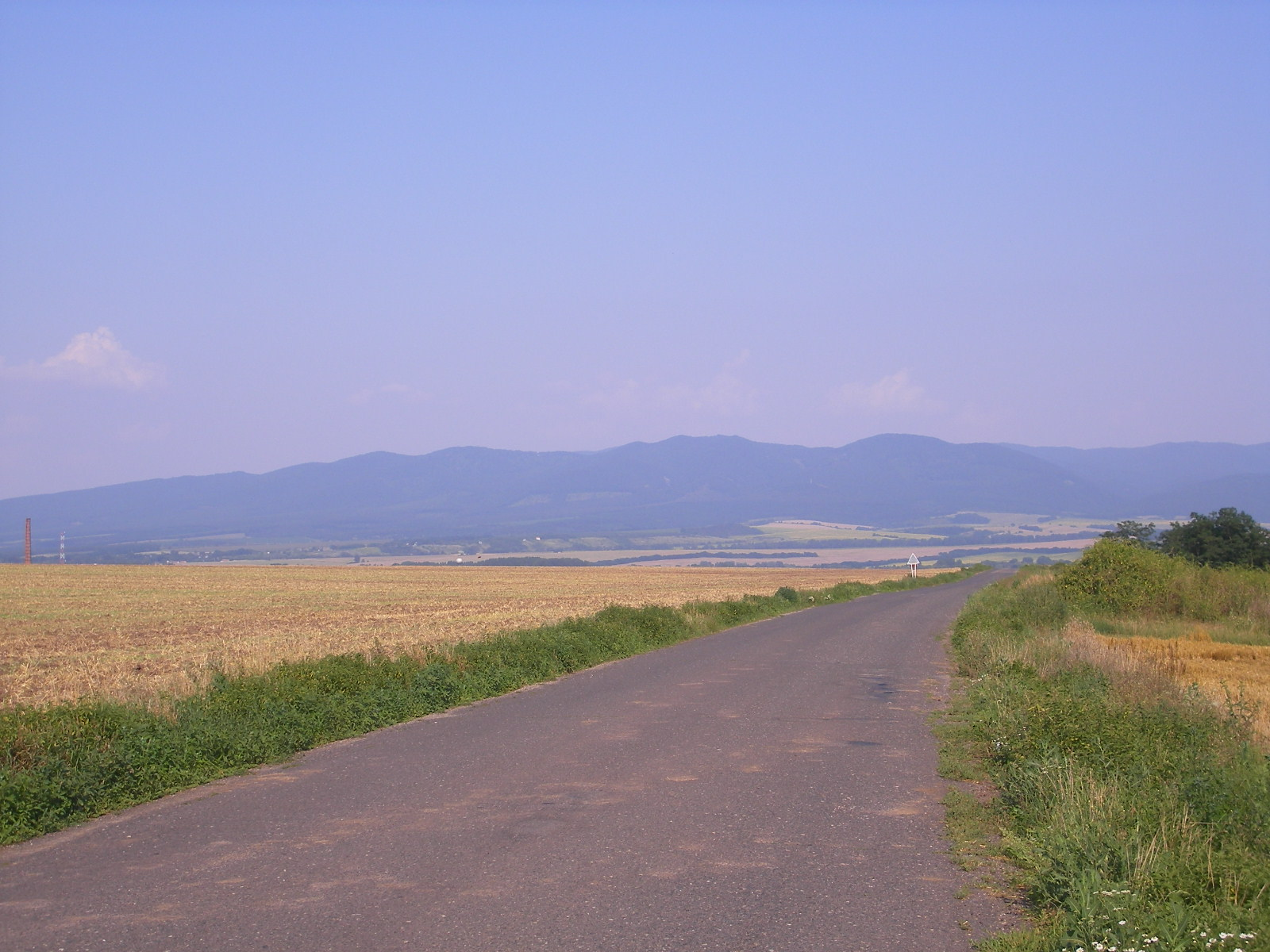
Tájkép a Garammenti-hátságon, háttérben a Börzsöny
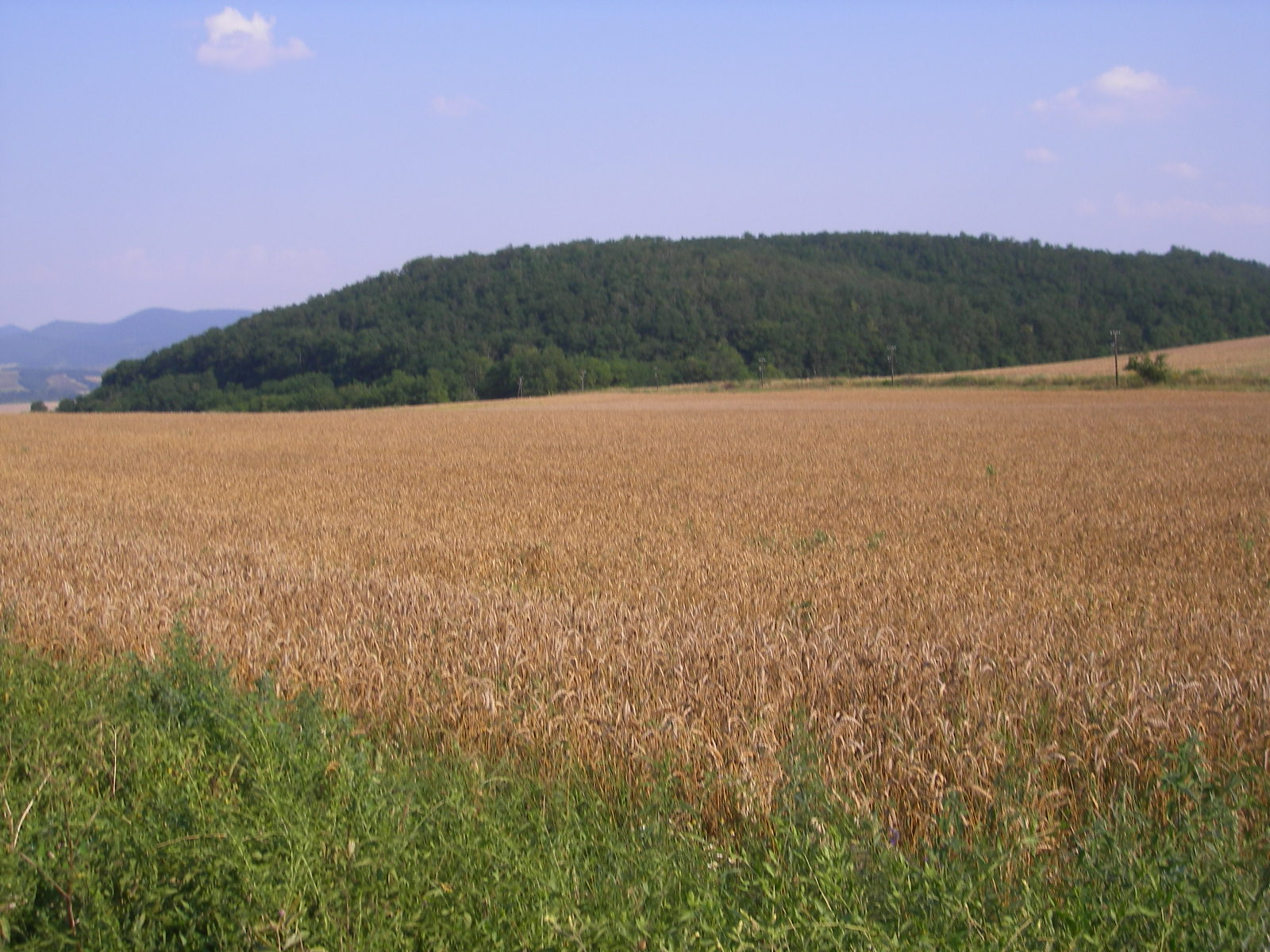
Tájkép a Garammenti-hátságon, a község nyugati részén
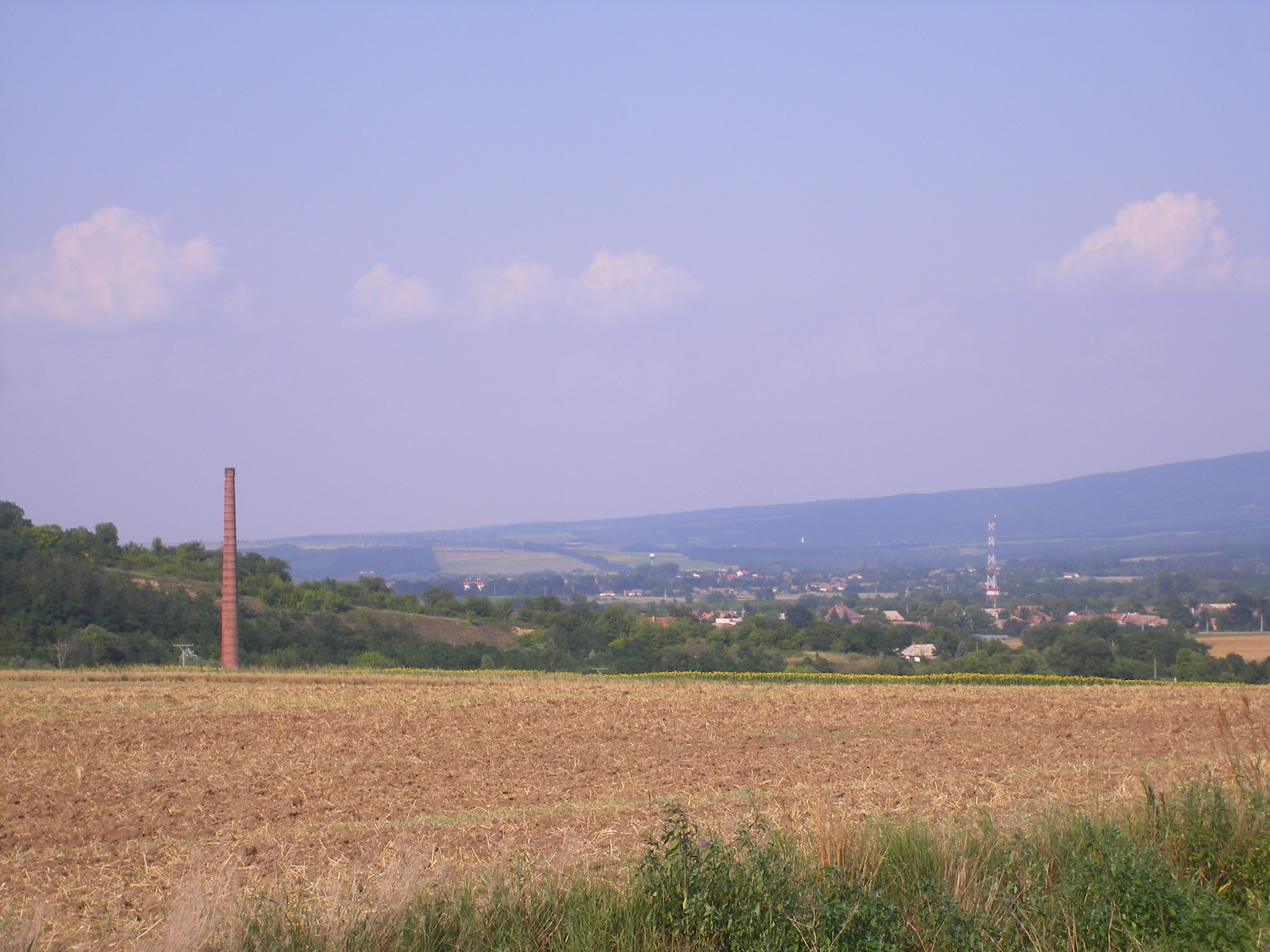
Ipolypásztó látképe nyugat felől
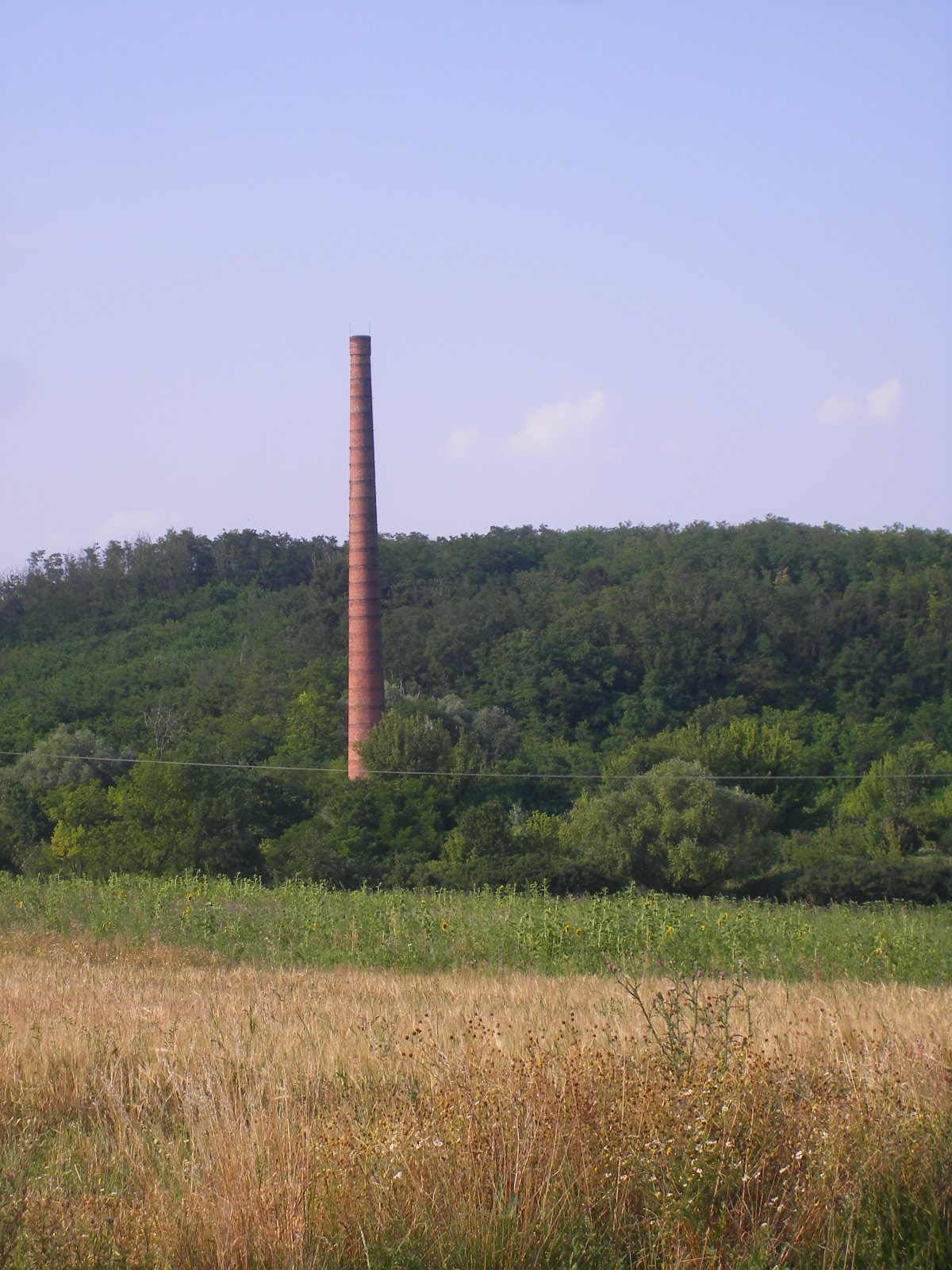
Az egykori téglagyár kéménye
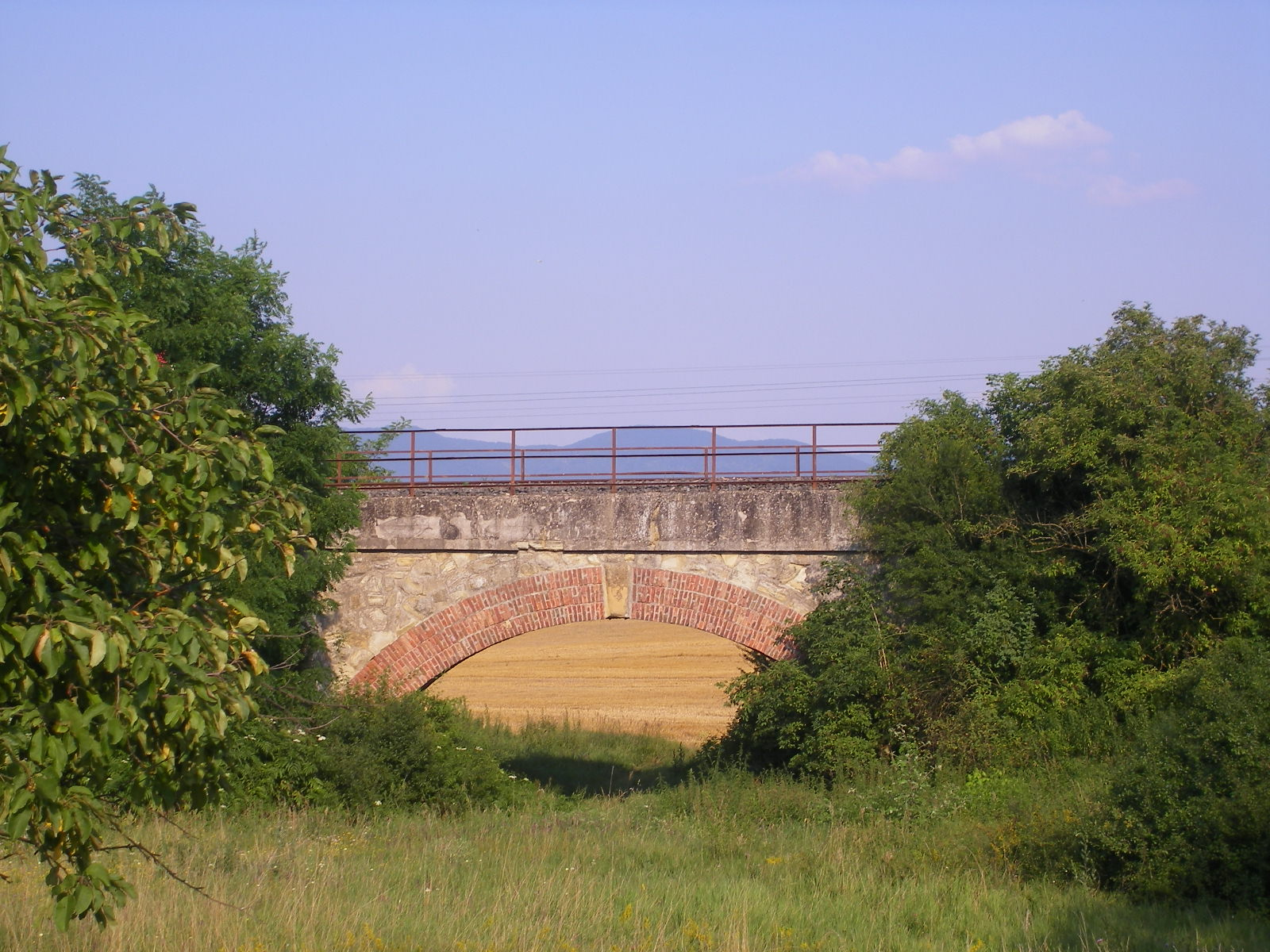
A Csata-Ipolyság-vasútvonal régi hídja

## Külső hivatkozások
- Községinfó
- Alapinformációk
- A falu hivatalos oldala
- E-obce.sk Archiválva 2008. február 19-i dátummal a Wayback Machine-ben